# Операција Плешет
Операција Плешет (транслит.) је била израелска војна акција у близини села Ашдод и трајала је од 29. маја до 3. јуна 1948. током арапско-израелског рата 1948. године. Ашдод је био на израелском јужном фронту против египатске војске, а операција је имала за циљ заузимање села и заустављање египатског напредовања ка северу. Док се само ангажмани од 2. до 3. јуна званично називају Операција Плешет, догађаји који су непосредно претходили историографски су јој придружени.
Претходни догађаји су се састојали од ваздушног бомбардовања, праћеног малим израелским узнемиравањем египатских линија, а касније и копненог напада (операција Плешет). Првобитни план је био да се нападне 1-2. јуна, али је овај отказан због предстојећег прекида ватре, а покушај је поново извршен 2-3. јуна. Израелци су, под кровном командом бригаде Гивати, напали у две главне снаге: једну са севера (3 чете) и једну са југа (4 појачане чете). Израелци су имали мало обавештајних података о свом непријатељу и били су приморани да се повуку. Нису успели да заузму територију и претрпели су велике губитке. Међутим, након операције, Египат је променио своју стратегију из офанзивне у дефанзивну, чиме је зауставио своје напредовање ка северу.
Постоје две нерешене историографске дебате које се врте око операције: да ли су Египћани намеравали да напредују ка Тел Авиву, за шта се већина историчара слаже да није случај; и да ли је операција била прекретница на израелском јужном фронту. Традиционална израелска историографија, подржана раним арапским извештајима, тврди да је то била прекретница, док каснији арапски извори и нови историчари то оспоравају.

#### Последице и значај
Укупно је убијено 45 Израелаца, 50 је рањено, а 5 заробљено од стране Египта. Од тога је 29 погинулих и 34 рањених из Журове 54. чете. Египатски извори су известили о 15 погинулих и 30 рањених, иако то не укључује жртве које су претрпела пресретнута појачања из Мајдала. Чак и пре него што су се последње трупе у повлачењу вратиле кући, команда Гиватија је издала ново наређење о операцији, позивајући на обнову артиљерије и ваздушно бомбардовање Ашдода, као и на мале операције узнемиравања. 57. батаљон, који је стекао лошу репутацију након неуспеха у Јибни и Ашдоду, извео је неколико таквих успешних операција, повративши престиж у бригади.
Док су Израелци претрпели велики тактички пораз у операцији Плешет, у Израелу се генерално верује да је стратешки циљ операције - заустављање египатског напредовања - постигнут, а израелска команда у то време није знала. Ово је такође омогућило заузимање арапске Јибне, где су преостали становници очекивали да ће их египатска војска стићи, и углавном су побегли након битке. Пошто је план Уједињених нација о подели Палестине пролазио између Ашдода и Јибне, исход битке је значио да Египћани на обалском појасу нису успели да пређу на територију додељену Држави Израел. Мост преко реке Лакиш од тада је познат као Ад Халом („до сада“).
За разлику од традиционалне израелске историографије, арапски извори уопште не виде то као прекретницу у рату. Они се слажу да су египатске декларације о Тел Авиву као главном стратешком циљу биле разметљиве, а не оперативне. У својој књизи 1948, Нови историчар Бени Морис такође се не слаже са традиционалним израелским ставом и наводи да је представљање операције као катализатора за заустављање Египта грешка. Међутим, у панелу историчара од 15. марта 2007. Морис је рекао да је израелски напад, барем у египатским експедиционим снагама, довео до одлуке да се заустави напредовање.